# 5161 Вайтмен
5161 Вайтмен (5161 Wightman) — астероїд головного поясу, відкритий 9 жовтня 1980 року.
Тіссеранів параметр щодо Юпітера — 3,302.